# Palazzo d'Ayala Valva (borgo antico)
Il Palazzo d'Ayala Valva di Taranto è il palazzo più prestigioso della Città Vecchia.
Fu costruito nel XVIII secolo da don Ignazio Marrese, che ne fece non solo la sua dimora, ma anche una residenza raffinata dove ospitare i ministri del re, gli ufficiali ed i subalterni. Il palazzo ha l'ingresso in via Paisiello e si affaccia sul Mar Grande, all'altezza di un grosso mastio pentagonale, il bastione Marrese.
La famiglia Marrese, di origine francese, era soprannominata "cefali di Marrese", proprio per l'affaccio del palazzo sulla zona riservata alla pesca dei cefali.
Nel 1800 fu acquistato dalla famiglia d'Ayala Valva, di origine spagnola, che lo modificò sostanzialmente facendogli acquisire connotazioni rinascimentali, al posto di quelle prettamente settecentesche.
Nel 1981 il palazzo fu sottoposto alle disposizioni di tutela del patrimonio artistico dalla Soprintendenza ai Monumenti, e nel 1982 fu espropriato dal Comune, onde consolidarne le strutture, restaurarne gli interni e destinarlo a sede del Museo etnografico Alfredo Majorano.
Attualmente l'edificio è in stato di totale degrado e abbandono, il portone è ormai murato dopo i continui furti avvenuti negli anni passati, le finestre sono completamente aperte ed è possibile riuscire a scorgere da qualcuna di esse i maestosi soffitti lignei dipinti.  
L'edificio è di grandi proporzioni, con tre piani in superficie e tre sotterranei, e con il piano cantinato costituito proprio dal bastione Marrese con il quale comunica.
Differenti sono i due prospetti esterni, concepiti evidentemente tenendo conto dei diversi scenari su cui si affacciano.   
I piani inferiori erano adibiti a rimessa, stalla, magazzini, cisterne ed alloggio per la servitù, mentre i piani superiori contavano 30 stanze, con raffinate decorazioni, affreschi e dipinti, tra cui un San Francesco che soccorre gli ammalati di Michele Ragolia. Di particolare fattura e pregio sono i soffitti lignei del salone centrale, della sala delle porcellane, della sala degli stemmi e della saletta degli specchi. Notevole il pavimento maiolicato finemente decorato, lo scalone nobile a tenaglia in mazaro, con pregevole statua di marmo a coronamento.